# Elophoria brunisquamis
Elophoria brunisquamis är en tvåvingeart som först beskrevs av Robineau-desvoidy 1830.  Elophoria brunisquamis ingår i släktet Elophoria och familjen parasitflugor. Inga underarter finns listade i Catalogue of Life.